# 凯尼塞陨击坑
凯尼塞陨击坑（Quenisset）是火星伊斯墨诺斯湖区的一座撞击坑，其中心坐标位于北纬34.6度、西经319.4度处，直径138公里。该特征取名自法国天文学家费迪南德·凯尼塞(1872年-1951年），1973年被国际天文联合会行星系统命名工作组批准接受。

## 描述
一些边缘特写照片显示了沿较小陨坑壁分布的古老冰川，部分冰川被称为舌状岩屑坡。

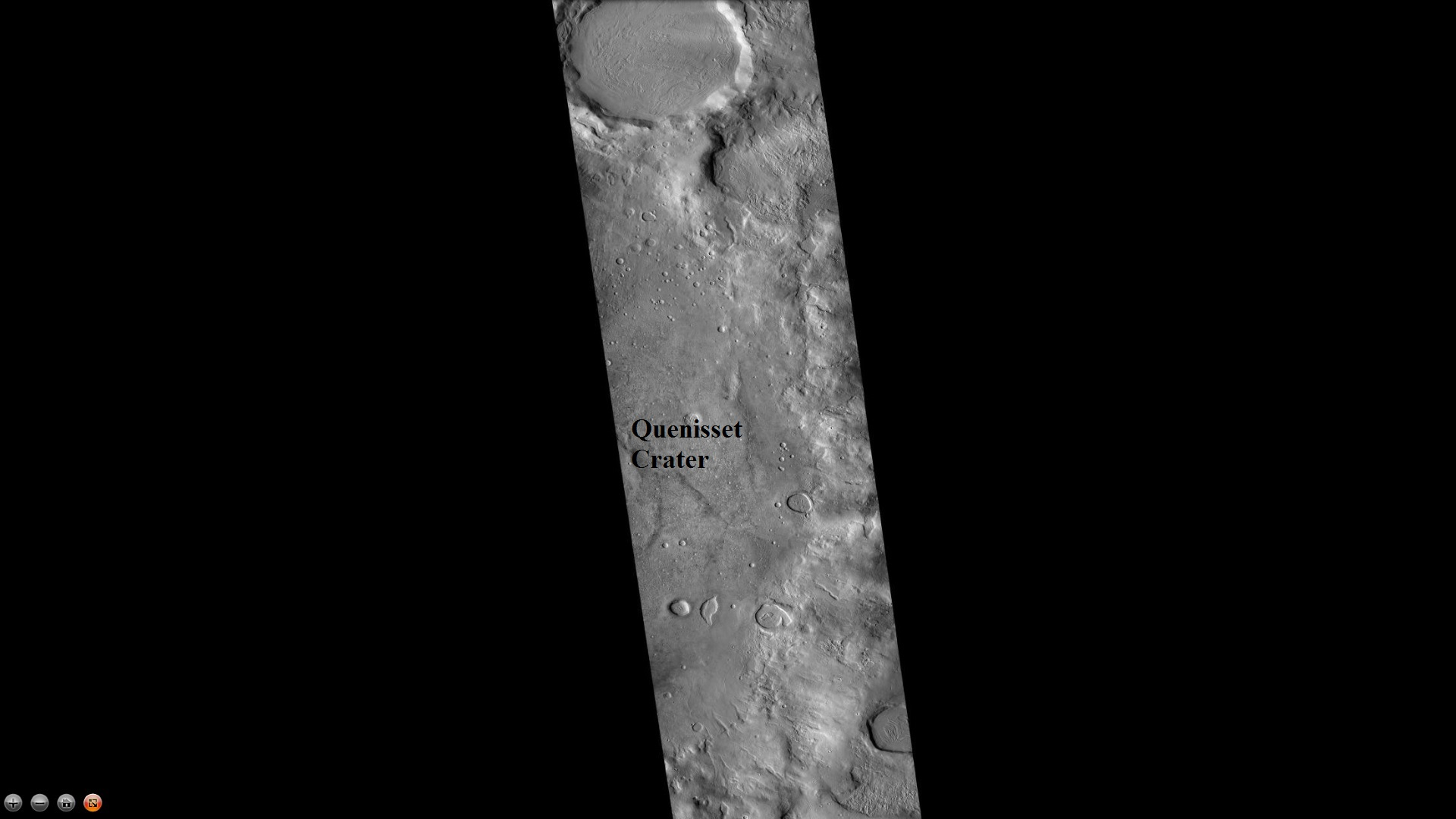
火星勘测轨道飞行器背景相机拍摄的凯尼塞陨击坑东侧部分。
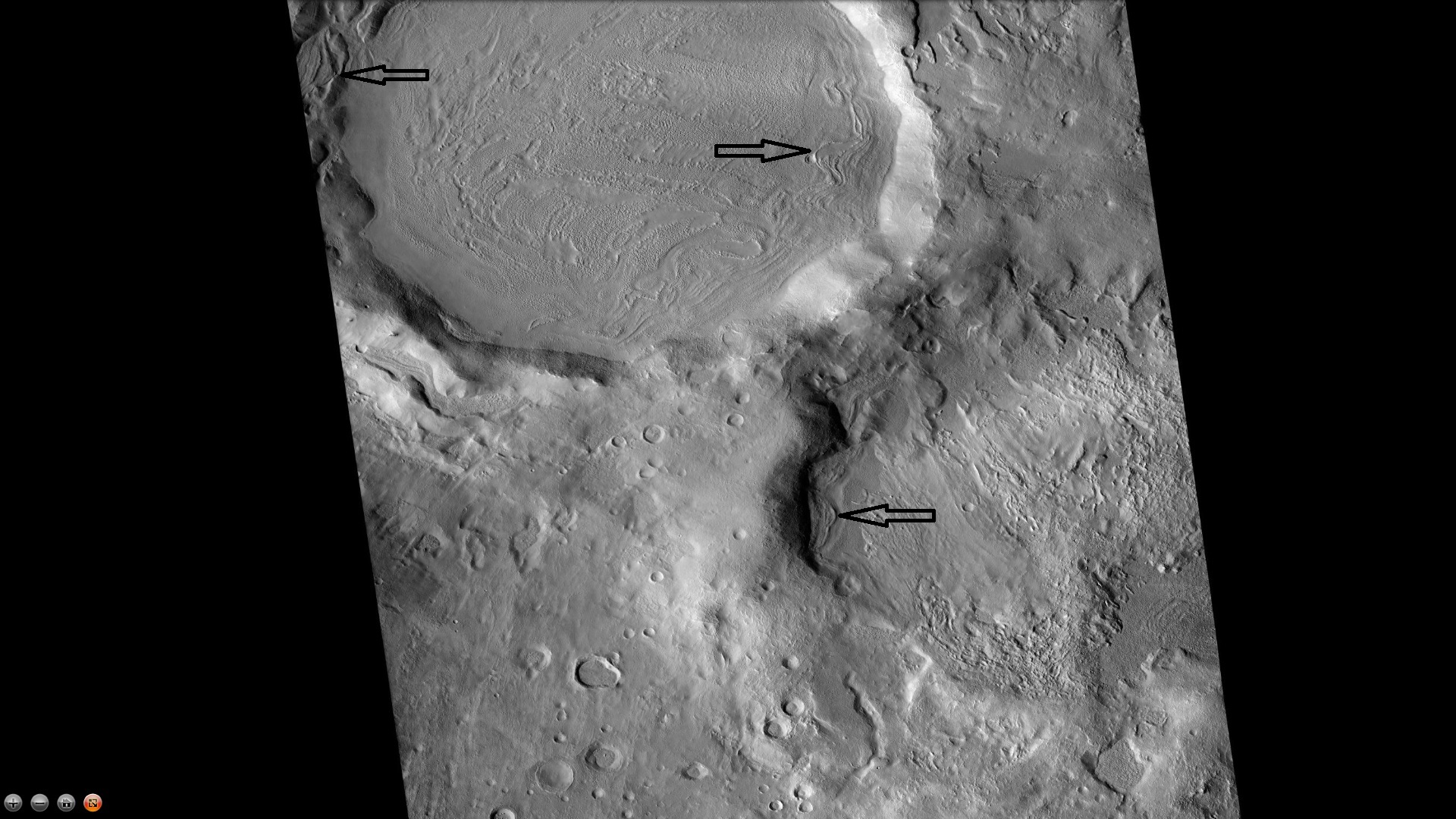
火星勘测轨道飞行器背景相机拍摄的凯尼塞陨击坑东北边缘，注：这是前一幅图像的放大版，箭头指示了古老的冰川。

## 另请查看
- 火星气候
- 撞击事件
- 火星冰川
- 火星撞击坑
- 舌状岩屑坡
- 火星矿石资源
- 行星体系命名法
- 火星水文